# Dames (nouvelle)
Pour l’article homonyme, voir Dames.
Dames est une nouvelle d’Anton Tchekhov, parue en 1886.

## Historique
Dames est initialement publiée dans la revue russe Les Éclats, numéro 16, du 19 avril 1886, sous le pseudonyme A.Tchékhonté. Aussi traduit en français sous le titre Les Dames.

## Résumé
Le directeur des écoles primaires Fiodor Pétrovitch reçoit l’instituteur Vrémenski. Ce dernier est désespéré : il a perdu sa voix en buvant de la bière glacée. Ne pouvant plus exercer, car sa voix ressemble maintenant à un sifflement, il faudrait le licencier ou le mettre à la retraite, mais, avec une femme, deux enfants et seulement quatorze années de service, il va se retrouver dans la misère.
Fiodor a une idée, il va lui donner le poste de secrétaire de l’orphelinat qui vient de se libérer, et il est heureux de ce dénouement qui soulage sa conscience.
Hélas ! Dès que le directeur est rentré chez lui, sa femme intervient pour que le poste revienne à un protégé de son amie Nina Serguéëvna, un certain Polzoukhine. Cela va à l’encontre de ses principes : « Jamais de poste par protection ».
Pourtant, il ne se passe pas une journée sans qu’il reçoive un courrier d’une dame bien placée. À bout de force, il finit par recevoir le Polzoukhine, un jeune homme grassouillet auquel il va donner la place.
Fiodor a honte. Quand l’instituteur Vrémenski revient, Fiodor, vexé et humilié, le chasse avec colère.

## Note
1. ↑  Voir Dictionnaire Tchekhov, Page 65, Françoise Darnal-Lesné, Édition L'Harmattan, 2010,  (ISBN 978 2 296 11343 5)
2. ↑  « Ramper » en russe.

## Édition française
- Dames, traduit par Madeleine Durand et Édouard Parayre, révision de Lily Dennis, Bibliothèque de la Pléiade, éditions Gallimard, 1967  (ISBN 978 2 07 0105 49 6).